# Chuck Lorre
Chuck Lorre, właśc. Charles Michael Levine (ur. 18 października 1952) w Nowym Jorku – amerykański scenarzysta, reżyser, kompozytor i producent filmowy pochodzenia żydowskiego.

## Życiorys

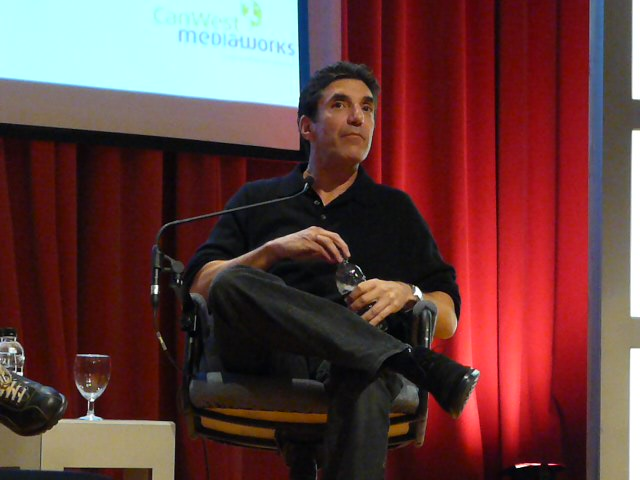
Chuck Lorre, 2007

Urodził się w Bethpage na Long Island w Nowym Jorku. Uczęszczał na Uniwersytet Stanowy Nowego Jorku w Potsdam. Po ukończeniu szkoły Lorre koncertował w Stanach Zjednoczonych jako gitarzysta i autor piosenek. Napisał piosenkę „French Kissin in the USA” dla Deborah Harry, która została nagrana na jej solowym albumie Rockbird z 1986.
We wczesnych latach osiemdziesiątych pisał scenariusze do filmów animowanych, a jego pierwszym projektem był Łebski Harry (Heathcliff) w wersji DIC Entertainment. Później Lorre współtworzył ścieżkę dźwiękową do serialu telewizyjnego Wojownicze Żółwie Ninja (Teenage Mutant Ninja Turtles, 1987).
Pod koniec lat 80. Lorre zaczął pisać scenariusze sitcomów, m.in.: Dharma i Greg, Roseanne, Teoria wielkiego podrywu czy Dwóch i pół. Pod koniec odcinków zamieszczał niekiedy krótką informację pochodzącą od niego samego. Była ona wyświetlana przez zaledwie kilka sekund, dlatego jeśli widz chciał ją zobaczyć, musiał obejrzeć powtórkę danego epizodu.
Był dwukrotnie żonaty i rozwiedziony. W latach 1979–1992 był żonaty ze swoją współpracowniczką Paulą Smith, z którą ma dwie córki. W maju 2001 poślubił Karen Witter, aktorkę i „Króliczka Playboya 1982”. Mają dwójkę dzieci. W 2010 doszło do rozwodu.

## Filmografia
- 1988–1997, 2018: Roseanne
- 1993–1998: Grace w opałach
- 1995–1998: Cybill
- 1997–2002: Dharma i Greg
- 2003–2015: Dwóch i pół
- 2007–2019: Teoria wielkiego podrywu
- 2010–2016: Mike i Molly
- od 2013: Mamuśka
- 2017–2018: Rodzina w oparach
- od 2017: Młody Sheldon
- od 2018: The Kominsky Method